# Волчански Рути
Волчански Рути (словен. Volčanski Ruti, итал. Rutte di Volzana) је насељено место у општини Толмин, Горишка регија, Словенија.

## Историја
До територијалне реорганизације у Словенији били су у саставу старе општине Толмин.

## Становништво
У попису становништва из 2011. године, Волчански Рути су имали 15 становника.
| Број становника према пописима | Број становника према пописима | Број становника према пописима |
| ------------------------------ | ------------------------------ | ------------------------------ |
| 1991                           | 2002                           | 2011                           |
| 23                             | 22                             | 15                             |